# Skanderborg Aarhus Håndbold
Skanderborg Aarhus Håndbold (voller Name: Skanderborg Håndbold og Århus Håndbold, Kurzform: SAH) ist ein dänischer Männer-Handballverein aus Skanderborg und Aarhus.

## Geschichte
Skanderborg Aarhus Håndbold wurde im Jahr 2021 aus den Handballabteilungen der dänischen Erstligavereine Skanderborg Håndbold und Århus Håndbold gegründet, nachdem Århus Håndbold in der laufenden Spielzeit 2020/2021 in Insolvenz gegangen war. Die erste Männer-Mannschaft spielt seit der Gründung in der höchsten dänischen Spielklasse Håndboldligaen, dabei wurde die Lizenz von Skanderborg Håndbold genutzt. Bei der Gründung des Vereins im April 2021 wurde als Ziel ein Platz unter den ersten fünf Mannschaften der obersten dänischen Liga innerhalb von fünf Jahren angegeben. Die Grundspielphase der Saison 2021/2022 beendete der Verein auf Platz 4, in der Schlussspielphase wurde das Halbfinale verpasst.

## Trainer
Trainer der Mannschaft ist Nick Rasmussen, der auch schon Skanderborg Håndbold trainiert hatte. Der vormalige Trainer von Århus Håndbold, Erik Veje Rasmussen, schloss sich nicht dem gemeinsamen Projekt an.